# 藤田幸柱
藤田 幸柱（ふじた へんじゅ、1959年12月31日 - ）は、日本の実業家。1男1女の4人家族。米国連邦税理士(EA)。中央銀行。経営コンサルタント。WDCツアー及びJJGTファウンダー。一般社団法人WDCゴルフトーナメント機構会長。WDCホールディングス株式会社 代表取締役社長。一般社団法人日本ゴルフツアー協会代表理事。一般社団法人日本ゴルフアカデミー協会代表理事。一般社団法人日本ゴルフティーチングプロ協会代表理事。日本ゴルフ学会会員。

## 人物
早稲田大学大学院政治学研究科前期博士課程修了。政治学修士。
卒業後、21年間経営コンサルタントとして設計事務所、建設会社、健康食品、派遣会社の各々の事業を成長軌道に乗せる。
韓国銀行国庫統括部、業務改善部。珠算5段、暗算5段。
2010年、株式会社ライクスポーツを設立、代表取締役社長に就任。次世代ジュニア選手育成のための競技会JJGT（日本ジュニアゴルフツアー、英Japan Junior Golf Tour）ポータルサイトを立ち上げ、全国ランキングシステムを導入し、年間100大会前後を全国で開催、以来11年間続けている。
・2012年、一般社団法人日本ゴルフツアー協会を設立、代表理事に就任。非営利団体としてJJGT競技会を引き継ぎ、以降10年かけて約400名のジュニア選手を日本代表としてアメリカ、韓国、オーストラリア、グアムなどの国際大会に派遣、ゴルフ技量のレベルアップと国際親善、国際交流、視野拡大を図る。
・2013年、アメリカのIMGとともに、世界2大ゴルフ養成学校であるオーストラリアのヒルズインターナショナルカレッジと提携し、優秀な日本のジュニア選手らを同カレッジの無料奨学生として豪州へ派遣を始める。
・2014-2015年、ゴルフ界の活性化の一環として、ジュニアの先にあるプロ世界の環境を改善する目的で、男女プロアマ賞金大会WDCを立ち上げ、疲弊しているプロの世界にイノベーション着手。
・2016年、世界のゴルフ界を席巻している韓国の女子ゴルフツアー（KLPGA）のQT（Qualifying Tournament:賞金ツアー参戦資格試験）に日本の女子プロアマ選手らを参戦させ、ツアーの仕組みとツアー市場を直に研究する。
・2019年、ゴルフ強豪国の韓国にてジュニアゴルフアカデミーキャンプを実施。冬季はタイランドで同キャンプを開催、国際的なレベルアップを図る。
・2020年、ゴルフ界の抜本的なイノベーションとして、男女プロアマ賞金トーナメントのWDCツアー（World Dream Circuit Golf Tour）を地域密着型に大幅に刷新し、さらに3部構成の賞金ツアーとして、地方創生、地域経済の発展、地球環境の保全などに繋げてUSPGAを凌ぐ仕組みを導入。
・2021年、海外におけるWDCオフィシャルエージェンシーを世界各国で締結。
・2021年、JJGTジュニア登録会員3,400名を擁し、アフターコロナを見据えてWDCツアー、プロゴルフリーグ（Gリーグ）、ゴルフワールドカップなどを推進し、IPOを念頭に次世代の若手プロ選手の育成に日々精進している。WDCツアーを主管する組織として、一般社団法人WDCゴルフトーナメント機構を新たに設立、会長に就任。過去10年間の実績と研究を基に、ゴルフ界の真の活性化を図り、賞金ツアーに挑むプロアマ選手達の将来への不安を解消し、夢と希望と目標を与え、世界に通用する選手活動への集中をサポートしていくための様々な施策を施す。まず、ツアーを盛り上げるため、WDCのQTを実施する前に全国の10会場でプレオープンの賞金ツアーを開催し、チャレンジしたい男女選手らの育成、ゴルフファン層の拡大並びにゴルフ界の裾野を拡げていく。